# Éirepromotioun
L'Éirepromotioun (en luxemburgués: Éierepromotioun, en francés: Promotion d'Honneur, en alemany: Ehrenpromotion) és la segona divisió de futbol de Luxemburg. És per sota la Lliga luxemburguesa de futbol i per damunt de la Primera Divisió de Luxemburg.

## Clubs actuals
| Club                   | Ciutat           |
| ---------------------- | ---------------- |
| Alisontia Steinsel     | Steinsel         |
| FC Blô-Weiss Medernach | Medernach        |
| Esch                   | Esch-sur-Alzette |
| Hamm Benfica           | Hamm             |
| Jeunesse Canach        | Canach           |
| Jeunesse Junglinster   | Junglinster      |
| Mamer 32               | Mamer            |
| Mondercange            | Mondercange      |
| Rumelange              | Rumelange        |
| Swift Hesperange       | Hesperange       |
| UN Käerjéng 97         | Hautcharage      |
| Union Mertert          | Mertert          |
| Wiltz 71               | Wiltz            |
| Yellow Boys Weiler     | Weiler-la-Tour   |